# Primetime-Emmy-Verleihung 1959
Die 11. Emmy-Verleihung fand am 6. Mai 1959 im Moulin Rouge Nightclub in Hollywood, Kalifornien statt. Die Zeremonie wurde von Raymond Burr moderiert.

## Nominierungen und Gewinner

### Programmpreise
| Kategorie | Preisträger | Programm                                          | Nominierungen |
| --- | ----------- | ------------------------------------------------- | --- |
| Best Drama Series - One Hour Or Longer (Beste Dramaserie - 60 Minuten oder länger)                                                     |             | Playhouse 90, CBS                                 | The United States Steel Hour, CBS |
| Best Drama Series - Less Than One Hour (Beste Dramaserie - Unter 60 Minuten)                                                           |             | Alcoa Theatre, NBC                                | Alfred Hitchcock Presents, CBS General Electric Theater, CBS Gnadenlose Stadt, ABC Letter to Loretta, NBC Peter Gunn, NBC |
| Best Western Series (Beste Westernserie)                                                                                               |             | Maverick, ABC                                     | Have Gun – Will Travel, CBS Rauchende Colts, CBS Wagon Train, NBC Westlich von Santa Fé, ABC |
| Best Musical Or Variety Series (Beste Musik- oder Unterhaltungsserie)                                                                  |             | The Dinah Shore Chevy Show, NBC                   | The Perry Como Show, NBC The Steve Allen Show, NBC |
| Best Panel, Quiz Or Audience Participation Series (Beste Bildrate-, Quiz- oder Mitmachsendung)                                         |             | What's My Line?, CBS                              | I've Got a Secret, CBS Keep Talking, CBS The Price Is Right, NBC This Is Your Life, NBC You Bet Your Life, NBC |
| Best Public Service Program Or Series (Bestes Bildungsprogramm oder -serie)                                                            |             | Omnibus, NBC                                      | The 20th Century, CBS Bold Journey, ABC Meet the Press, NBC New York Philharmonic Young People's Concerts, CBS Small World, CBS |
| Best Comedy Series (Beste Comedyserie)                                                                                                 |             | The Jack Benny Program, CBS                       | The Bob Cummings Show, NBC The Danny Thomas Show, CBS The Phil Silvers Show, CBS The Red Skelton Show, CBS Vater ist der Beste, CBS, NBC                                                                                             |
| Best News Reporting Series (Beste Nachrichtensendung)                                                                                  |             | Huntley-Brinkley Report, NBC                      | ABC World News, ABC CBS Evening News, CBS |
| Best Special News Program (Beste Nachrichtensondersendung)                                                                             |             | Face Of Red China, CBS                            | Chet Huntley Reporting, NBC Election Night Returns, CBS Outlook (Episode: The Story Of Atlas 10B), NBC Projection '59, NBC Where We Stand II, CBS Years of Crisis (Episode: Calendar Year 1958), CBS                                 |
| Most Outstanding Single Program of the Year (Bestes Einzelprogramm des Jahres)                                                         |             | An Evening with Fred Astaire, NBC                 | Hallmark Hall of Fame (Little Moon Of Alban), NBC Playhouse 90 (Episode 3.18: Child Of Our Time), CBS Playhouse 90 (Episode 3.8: Old Man), CBS                                                                                       |
| Best Special Dramatic Program - One Hour Or Longer (Bestes Dramasonderprogramm - 60 Minuten oder länger)                               |             | Hallmark Hall of Fame (Little Moon Of Alban), NBC | DuPont Show of the Month (Episode 2.6: Hamlet), CBS DuPont Show of the Month (Episode 1.5: The Bridge Of San Luis Rey), CBS DuPont Show of the Month (Episode 2.4: The Hasty Heart), CBS Hallmark Hall of Fame (Johnny Belinda), NBC |
| Best Special Musical or Variety Program - One Hour Or Longer (Bestes Musik- oder Unterhaltungssonderprogramm - 60 Minuten oder länger) |             | An Evening with Fred Astaire, NBC                 | Art Carney Meets Peter and the Wolf, ABC |

### Regiepreise
| Kategorie | Preisträger       | Programm                                                             | Nominierungen |
| --- | ----------------- | -------------------------------------------------------------------- | --- |
| Best Direction Of A Single Dramatic Program - One Hour Or Longer (Bester Fernsehfilm - 60 Minuten oder länger) | George Schaefer   | Hallmark Hall of Fame (Little Moon Of Alban), NBC                    | John Frankenheimer für Playhouse 90 (Episode 2.39: A Town Has Turned To Dust), CBS George Roy Hill für Playhouse 90 (Episode 3.18: Child Of Our Time), CBS |
| Best Direction of a Single Programm Of A Drama Series (Beste Regie Dramaserie)                                 | Jack Smight       | Alcoa Theatre (Episode 2.4: Eddie), NBC                              | Herschel Daugherty für General Electric Theater (Episode: 7.2: One Is A Wanderer), CBS Blake Edwards für Peter Gunn (Episode 1.1: The Kill), NBC Alfred Hitchcock für Alfred Hitchcock Presents (Episode 3.28: Lamb To The Slaughter), CBS James Neilson für General Electric Theater (Episode 6.13: Kid At The Stick), CBS                                                   |
| Best Direction of a Single Musical or Variety Program (Beste Regie Musik- oder Unterhaltungsprogramm)          | Bud Yorkin        | An Evening with Fred Astaire, NBC                                    | Joseph Cates, Gower Champion für Pontiac Star Parade, NBC Clark Jones für The Perry Como Show, NBC |
| Best Direction of a Single Programm Of A Comedy Series (Beste Regie Comedyserie)                               | Peter Tewksbury   | Vater ist der Beste (Episode 4.28: A Medal For Margaret), CBS        | Hy Averback für The Real McCoys (Episode: 1.28: Kate's Career), ABC Seymour Berns für The Jack Benny Program, CBS Richard Kinon für Mr. Adams and Eve (Episode 2.36: The Interview), CBS Sheldon Leonard für The Danny Thomas Show (Episode 5.20: Pardon My Accent), CBS |
| Best Art Direction In A Live Television Program (Beste künstlerische Regie in einem TV-Liveprogramm)           | Edward Stephenson | An Evening with Fred Astaire, NBC                                    | Warren Clymer für Hallmark Hall of Fame (Little Moon Of Alban), NBC Walter Scott Herndon für Playhouse 90 (Episode 3.8: Old Man), CBS Bob Markel für DuPont Show of the Month (Episode 2.6: Hamlet), CBS Jan Scott für Hallmark Hall of Fame (Hans Brinker and the Silver Skates), NBC Robert Wade für DuPont Show of the Month (Episode 2.2: The Count Of Monte Cristo), CBS |
| Best Art Direction In A Television Film (Beste künstlerische Regie in einem TV-Film)                           | Claudio Guzmán    | Westinghouse Desilu Playhouse (Episode 1.1: Song Of Bernadette), CBS | Ralph Berger, Charles F. Pyke für Der Texaner (Episode 1.15: The Duchess Of Denver), CBS John T. McCormack für Alcoa Theatre (Episode 2.11: Corporal Hardy), NBC Albert M. Pyke für The Californians (Episode 1.20: The Man From Paris), NBC Frank Paul Sylos für Letter to Loretta (Episode 6.12: Most Honorable Day), NBC                                                   |

### Drehbuchpreise
| Kategorie | Preisträger                                        | Programm                                          | Nominierungen |
| --- | -------------------------------------------------- | ------------------------------------------------- | --- |
| Best Writing of a Single Dramatic Program One Hour or Longer (Bestes Drehbuch Dramaserie - 60 Minuten oder länger) | James Costigan                                     | Hallmark Hall of Fame (Little Moon Of Alban), NBC | Horton Foote für Playhouse 90 (Episode 3.8: Old Man), CBS JP Miller für Playhouse 90 (Episode 3.2: Days Of Wine And Roses), CBS Irving G. Neiman für Playhouse 90 (Episode 3.18: Child Of Our Time), CBS Rod Serling für Playhouse 90 (Episode 2.39: A Town Has Turned To Dust), CBS |
| Best Writing of a Single Musical or Variety Program (Bestes Drehbuch Musik- oder Unterhaltungsserie)               | Herbert Baker, Bud Yorkin                          | An Evening with Fred Astaire, NBC                 | Goodman Ace, Jay Burton, George Foster, Mort Green für The Perry Como Show, NBC Woody Allen, Larry Gelbart für The Sid Caesar Show, NBC A.J. Russell für Art Carney Meets Peter and the Wolf, ABC Stan Burns, Bill Dana, Hal Goodman, Don Hinkley, Larry Klein, Herbert Sargent, Leonard Stern für The Steve Allen Show, NBC                                                                     |
| Best Writing of a Single Program of a Comedy Series (Bestes Drehbuch Comedyserie)                                  | George Balzer, Hal Goldman, Al Gordon, Sam Perrin, | The Jack Benny Program, CBS                       | Billy Friedberg, Coleman Jacoby, Arnie Rosen für The Phil Silvers Show (Episode 4.2: Bilko's Vampire), CBS Paul Henning, Paul Henning für The Bob Cummings Show (Episode: 5.6: Grandpa Clobbers The Air Force), NBC Bill Manhoff für The Real McCoys (Episode 1.23: Once There Was a Traveling Saleswoman), ABC Roswell Rogers für Vater ist der Beste (Episode 4.28: A Medal For Margaret), CBS |
| Best Writing of a Single Dramatic Program Less Than One Hour (Bestes Drehbuch Dramaserie - weniger als 60 Minuten) | Alfred Brenner, Ken Hughes                         | Alcoa Theatre (Episode 2.4: Eddie), NBC           | Roald Dahl für Alfred Hitchcock Presents (Episode 3.28: Lamb To The Slaughter), CBS Blake Edwards für Peter Gunn (Episode 1.1: The Kill), NBC Christopher Knopf für Alcoa Theatre (Episode 1.13: Loudmouth), NBC Samuel A. Taylor für General Electric Theater (Episode 7.2: One Is A Wanderer), CBS                                                                                             |

### Technikpreise
| Kategorie                                                 | Preisträger      | Programm                                              | Nominierungen |
| --------------------------------------------------------- | ---------------- | ----------------------------------------------------- | --- |
| Best Cinematography For Television (Beste TV-Kamera)      | Ellis W. Carter  | Bell Telephone Special (The Alphabet Conspiracy), NBC | Fred Jackman für Alcoa Theatre (Episode 2.11: Corporal Hardy), NBC William Margulies für Have Gun – Will Travel (Episode 1.17: Ella West), CBS Mack Stengler für Jane Wyman Presents The Fireside Theatre (Episode 3.12: Day Of Glory), NBC Harold E. Stine für Maverick (Episode 2.10: Shady Deal At Sunny Acres), ABC Ralph Woolsey für Maverick (Episode 1.18: Diamond In The Rough), ABC                                                                       |
| Best Live Camera Work (Beste TV-Kamera Live)              |                  | An Evening with Fred Astaire, NBC                     | DuPont Show of the Month (Episode 1.5: The Bridge Of San Luis Rey), CBS Playhouse 90 (Episode 2.39: A Town Has Turned To Dust), CBS Playhouse 90 (Episode 3.18: Child Of Our Time), CBS Playhouse 90 (Episode 3.8: Old Man), CBS |
| Best Editing of A Film For Television (Bester TV-Schnitt) | Silvio D'Alisera | Project XX (Episode: Meet Mr. Lincoln), NBC           | Robert Crawford für The Bob Cummings Show (Episode: 5.6: Grandpa Clobbers The Air Force), NBC Richard Fantl für Alcoa Theatre (Episode 2.4: Eddie), NBC Danny B. Landres für Schlitz Playhouse of Stars (Episode 7.36: Long Distance), CBS Robert Sparr für Maverick (Episode 1.17: Rope Of Cards), ABC Robert Van Enger für Bat Masterson (Episode 1.2: Two Graves For Swan Valley), NBC Robert Watts für Maverick (Episode 2.21: The Saga Of Waco Williams), ABC |

### Musikpreise
| Kategorie                                                                  | Preisträger | Programm                          | Nominierungen |
| -------------------------------------------------------------------------- | ----------- | --------------------------------- | --- |
| Best Musical Contribution To A Television Program (Bester TV-Musikbeitrag) | David Rose  | An Evening with Fred Astaire, NBC | Frank De Vol für The Lux Show, NBC Bernard Green für Hallmark Hall of Fame (Johnny Belinda), NBC Henry Mancini für Peter Gunn, NBC Eddy Lawrence Manson für DuPont Show of the Month (Episode 2.1: Harvey), CBS Paul Weston für Art Carney Meets Peter and the Wolf, ABC |
| Best Choreography For Television (Beste TV-Choreographie)                  | Hermes Pan  | An Evening with Fred Astaire, NBC | Gene Kelly für Omnibus (Episode: Dancing: A Man's Game), NBC |

### Darstellerpreise
| Kategorie | Preisträger   | Programm                                          | Nominierungen |
| --- | ------------- | ------------------------------------------------- | --- |
| Best Single Performance by an Actor (Beste Einzelleistung Darsteller)                                                                         | Fred Astaire  | An Evening with Fred Astaire, NBC                 | Robert Crawford junior für Playhouse 90 (Episode 3.18: Child Of Our Time), CBS Paul Muni für Playhouse 90 (Episode 2.26: The Last Clear Chance), CBS Christopher Plummer für Hallmark Hall of Fame (Little Moon Of Alban), NBC Mickey Rooney für Alcoa Theatre (Episode 2.4: Eddie), NBC Rod Steiger für Playhouse 90 (Episode 2.39: A Town Has Turned To Dust), CBS                                  |
| Best Single Performance by an Actress (Beste Einzelleistung Darstellerin)                                                                     | Julie Harris  | Hallmark Hall of Fame (Little Moon Of Alban), NBC | Judith Anderson für DuPont Show of the Month (Episode 1.5: The Bridge Of San Luis Rey), CBS Helen Hayes für The United States Steel Hour (Episode 6.8: One Red Rose For Christmas), CBS Piper Laurie für Playhouse 90 (Episode 3.2: Days Of Wine And Roses), CBS Geraldine Page für Playhouse 90 (Episode 3.8: Old Man), CBS Maureen Stapleton für Kraft Television Theatre (All the King's Men), NBC |
| Best Actor in a Leading Role (Continuing Character) in a Drama Series (Bester Hauptdarsteller Dramaserie)                                     | Raymond Burr  | Perry Mason, CBS                                  | James Arness für Rauchende Colts, CBS Richard Boone für Have Gun – Will Travel, CBS James Garner für Maverick, ABC Craig Stevens für Peter Gunn, NBC Efrem Zimbalist, Jr. für 77 Sunset Strip, ABC |
| Best Actress in a Leading Role (Continuing Character) in a Drama Series (Beste Hauptdarstellerin Dramaserie)                                  | Loretta Young | Letter To Loretta, NBC                            | Phyllis Kirk für The Thin Man, NBC June Lockhart für Lassie, CBS Jane Wyman für Jane Wyman Presents The Fireside Theatre, NBC |
| Best Actor in a Supporting Role (Continuing Character) in a Dramatic Series (Bester Nebendarsteller Dramaserie)                               | Dennis Weaver | Rauchende Colts, CBS                              | Herschel Bernardi für Peter Gunn, NBC Johnny Crawford für Westlich von Santa Fé, ABC William Hopper für Perry Mason, CBS |
| Best Actress in a Supporting Role (Continuing Character) in a Dramatic Series (Beste Nebendarstellerin Dramaserie)                            | Barbara Hale  | Perry Mason, CBS                                  | Lola Albright für Peter Gunn, NBC Amanda Blake für Rauchende Colts, CBS Hope Emerson für Peter Gunn, NBC |
| Best Performance By An Actor (Continuing Character) in a Musical Or Variety Series (Bester Hauptdarsteller Musik- oder Unterhaltungsserie)    | Perry Como    | The Perry Como Show, CBS                          | Steve Allen für The Steve Allen Show, NBC Jack Paar für Tonight Starring Jack Paar, NBC |
| Best Performance By An Actress (Continuing Character) in a Musical Or Variety Series (Beste Hauptdarstellerin Musik- oder Unterhaltungsserie) | Dinah Shore   | The Dinah Shore Chevy Show, NBC                   | Patti Page für The Patti Page Oldsmobile Show, ABC |
| Best Actor in a Leading Role (Continuing Character) in a Comedy Series (Bester Hauptdarsteller Comedyserie)                                   | Jack Benny    | The Jack Benny Program, CBS                       | Walter Brennan für The Real McCoys, ABC Robert Cummings für The Bob Cummings Show, NBC Phil Silvers für The Phil Silvers Show, CBS Danny Thomas für The Danny Thomas Show, CBS Robert Young für Vater ist der Beste, CBS, NBC |
| Best Actress in a Leading Role (Continuing Character) in a Comedy Series (Beste Hauptdarstellerin Comedyserie)                                | Jane Wyatt    | Vater ist der Beste, CBS, NBC                     | Gracie Allen für The Burns and Allen Show, CBS Spring Byington für December Bride, CBS Ida Lupino für Mr. Adams & Eve, CBS Donna Reed für The Donna Reed Show, ABC Ann Sothern für The Ann Sothern Show, CBS |
| Best Actor in a Supporting Role (Continuing Character) in a Comedy Series (Bester Nebendarsteller Comedyserie)                                | Tom Poston    | The Steve Allen Show, NBC                         | Richard Crenna für The Real McCoys, ABC Paul Ford für The Phil Silvers Show, CBS Maurice Gosfield für The Phil Silvers Show, CBS Billy Gray für Vater ist der Beste, CBS, NBC Harry Morgan für December Bride, CBS |
| Best Actress in a Supporting Role (Continuing Character) in a Comedy Series (Beste Nebendarstellerin Comedyserie)                             | Ann B. Davis  | The Bob Cummings Show, NBC                        | Rosemary DeCamp für The Bob Cummings Show, NBC Elinor Donahue für Vater ist der Beste, CBS, NBC Verna Felton für December Bride, CBS Kathleen Nolan für The Real McCoys, ABC ZaSu Pitts für The Gale Storm Show, CBS |

### Moderatorenpreise
| Kategorie                                                     | Preisträger           | Programm | Nominierungen                            |
| ------------------------------------------------------------- | --------------------- | -------- | ---------------------------------------- |
| Best News Commentator Or Analyst (Bester Nachrichtensprecher) | Edward R. Murrow, CBS |          | Chet Huntley, NBC John Charles Daly, ABC |